# Орбит, Уильям
Уильям Орбит англ. William Ørbit (урожд.Уильям Марк Уэйнрайт англ. William Mark Wainwright) 15 декабря 1956, Шордич, Хакни, Лондон, Великобритания) — британский музыкант, композитор, продюсер, получил известность благодаря своей работе над альбомом Мадонны Ray of Light, получивший 4 награды «Грэмми», и распроданный тиражом 4 миллиона копий в США и 20 миллионов в мире. Награждён тремя премиями Грэмми.

## Творчество
Был сопродюсером нескольких нереализованных песен Мадонны, записанных для других альбомов певицы, которые впоследствии не были использованы. Спродюсировал альбом 13 британской группы Blur и сделал несколько ремиксов на песни этого альбома. В 2013 году продюсировал новую работу Бритни Спирс. В 2014 году стало известно, что он работает над новым студийным альбомом группы Queen, который, вероятно, будет называться Queen Forever.

## Дискография
- 1987 — Orbit
- 1987 — Strange Cargo
- 1990 — Strange Cargo II
- 1993 — Strange Cargo III
- 1995 — Strange Cargo Hinterland
- 1999 — Pieces in a Modern Style
- 2001 — Torch Song — Toward The Unknown Region
- 2006 — Hello Waveforms[2]
- 2009 — My Oracle Lives Uptown
- 2010 — Pieces in a Modern Style 2
- 2014 — Strange Cargo V